# Calimaya
Calimaya é um município do estado do México, no país de mesmo nome.